# Јулија Левченко
Јулија Андријевна Левченко (укр. Юлія Андріївна Левченко; Артјомовск, 28. новембар 1997) украјинска је атлетичарка специјалиста за скок увис.
Дебитовала је 2013. на Светском првенству за млађе јуниоре у Доњецку, где је заузела 13. место. У 2014. је освојила злато на Олимпијским играма младих у Нанкингу.
Дана 4. марта 2017. освојила је бронзану медаљу на Европском првенству у дворани у Београду. На Светском првенству одржаном августа 2017. године у Лондону, Јулија је освојила сребрну медаљу.

## Лични рекорди
на отвореном
скок увис — 2,01 — Лондон, 12. август 2017.
у дворани
скок увис — 2,00 — Обон, 12. фебруар 2019.

## Значајнији резултати
| Год.     | Такмичење                                | Место          | Пласман  | Резултат | Детаљи   |          |
| Украјина | Украјина                                 | Украјина       | Украјина | Украјина | Украјина | Украјина |
| -------- | ---------------------------------------- | -------------- | -------- | -------- | -------- | -------- |
| 2013.    | Светско првенство за млађе јуниоре       | Доњецк         | 13.      | 1,70 м   |          |          |
| 2014.    | Олимпијске игре младих                   | Нанкинг        | 1.       | 1,89 м   |          |          |
| 2015.    | Европско првенство за јуниоре            | Ешилструна     | 6.       | 1,83 м.  |          |          |
| 2015.    | Светско првенство                        | Пекинг         | 24.      | 1,85 м.  |          |          |
| 2016.    | Светско првенство за јуниоре             | Бидгошћ        |          | 1,86 м.  |          |          |
| 2016.    | Олимпијске игре                          | Рио де Жанеиро | 19.      | 1,92 м   |          |          |
| 2017.    | Европско првенство у дворани             | Београд        |          | 1,94 м   |          |          |
| 2017.    | Европско првенство за млађе сениоре У.23 | Бидгошћ        |          | 1,96 м   |          |          |
| 2017.    | Светско првенство                        | Лондон         |          | 2,01 м   |          |          |
| 2018     | Светско првенство у дворани              | Бирмингем      | 5.       | 1,89 м   |          |          |
| 2018     | Европско првенство                       | Берлин         | 9.       | 1,91 м   |          |          |
| 2019     | Европско првенство у дворани             | Глазгов        |          | 1,99 м   |          |          |
| 2019     | Светско првенство                        | Доха           | 4.       | 2,00 м   |          |          |
| 2021.    | Европско првенство у дворани             | Торуњ          | 4.       | 1,99 м   |          |          |
| 2021.    | Олимпијске игре                          | Токио, Јапан   | 5.       | 1,96 м   |          |          |